# Luís Müller
Miguel Luís Müller dit Luís Müller est un footballeur brésilien né le 14 février 1961 au Brésil.